# Ártánd
Ártánd ist eine ungarische Gemeinde im Kreis Berettyóújfalu im Komitat Hajdú-Bihar.

## Geografie
Ártánd grenzt an den rumänischen Kreis Bihor und an folgende Gemeinden:
|                | Bedő                                        | Nagykereki   |
| Biharkeresztes | Kompassrose, die auf Nachbargemeinden zeigt | Borș (RO-BH) |
|                | Girișu de Criș (RO-BH)                      |              |

## Geschichte

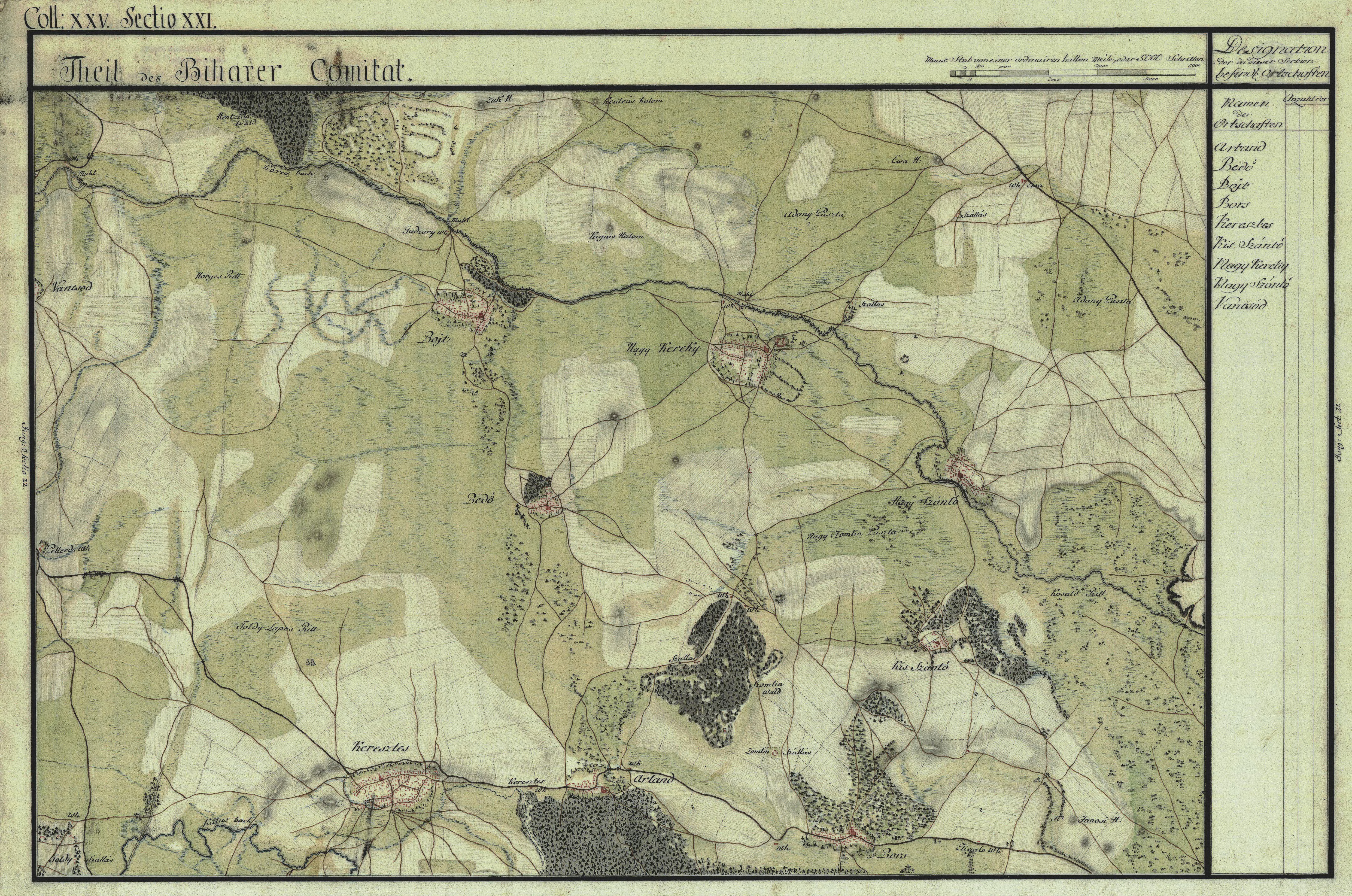
Artand (Mitte unten) um 1782 (Aufnahmeblatt der Josephinischen Landesaufnahme)
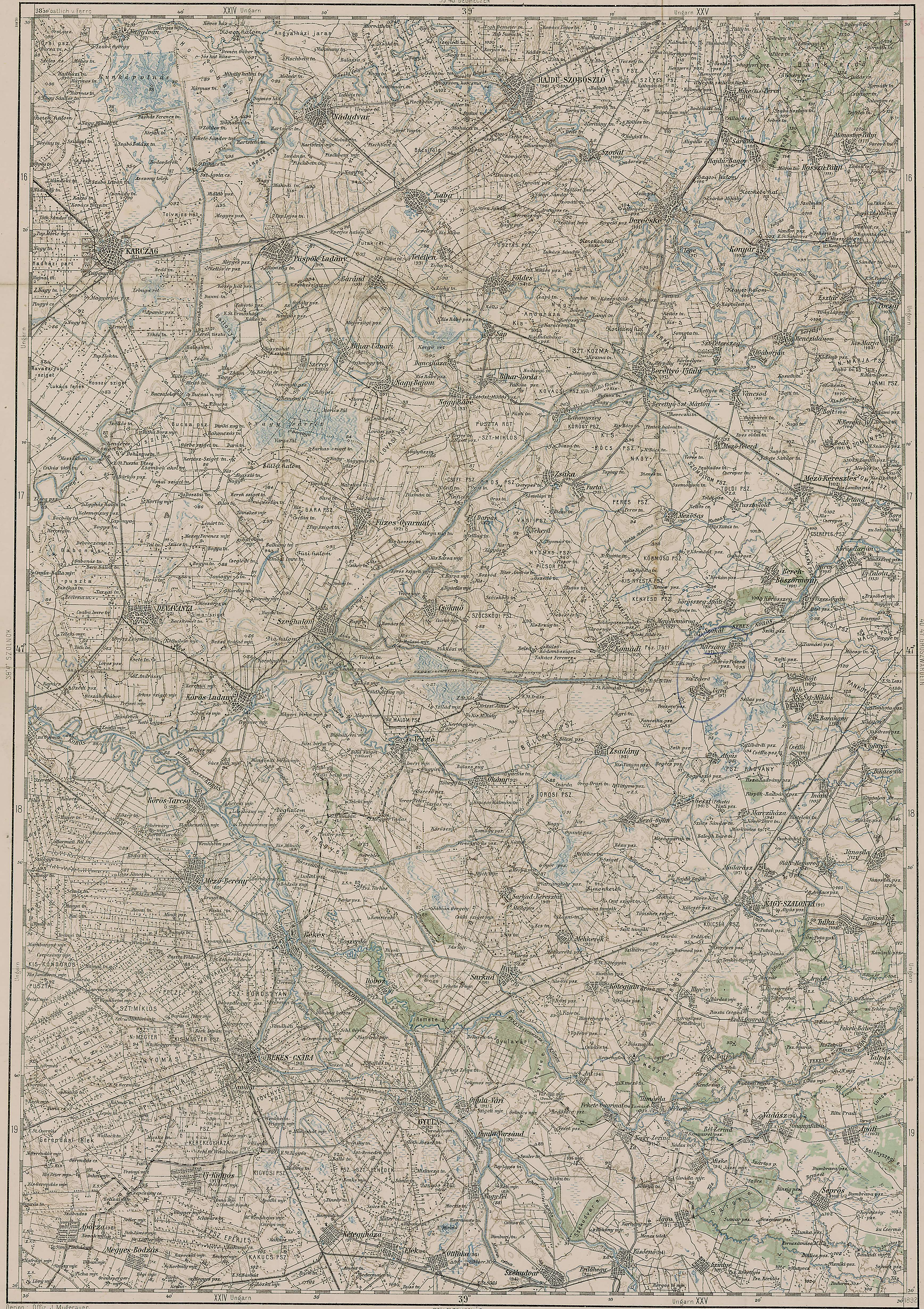
Ártánd (N 47° 8'; O 39° 26') um 1892 (Aufnahmeblatt der Franzisco-Josephinischen Landesaufnahme)

Erste Erwähnung einer Ansiedlung 1075 unter Géza I. aus dem Geschlecht der Árpáden in Zusammenhang mit dem Benediktinerkloster in Hronský Beňadik.

## Sehenswürdigkeiten
- Landhaus Platthy (Platthy-kúria)
- Millenniums-Denkmal (Millenniumi emlékmű), errichtet 2000 von Sándor Szőke
- Reformierte Kirche, erbaut 1822
- Schloss Hodossy (Hodossy-kastély)
- Weltkriegsdenkmal (I-II világháborús emlékmű)

## Wirtschaft und Verkehr
Die Gemeinde wird von der Europastraße 60 – die hier auch als Europastraße 79 und Hauptstraße 42 geführt wird – durchquert und bildet zusammen mit der rumänischen Gemeinde Borș den Grenzübergang Ártánd-Bors.
Die Bahnanbindung ist durch die Bahnstrecke Püspökladány–Oradea gegeben.

## Bilder

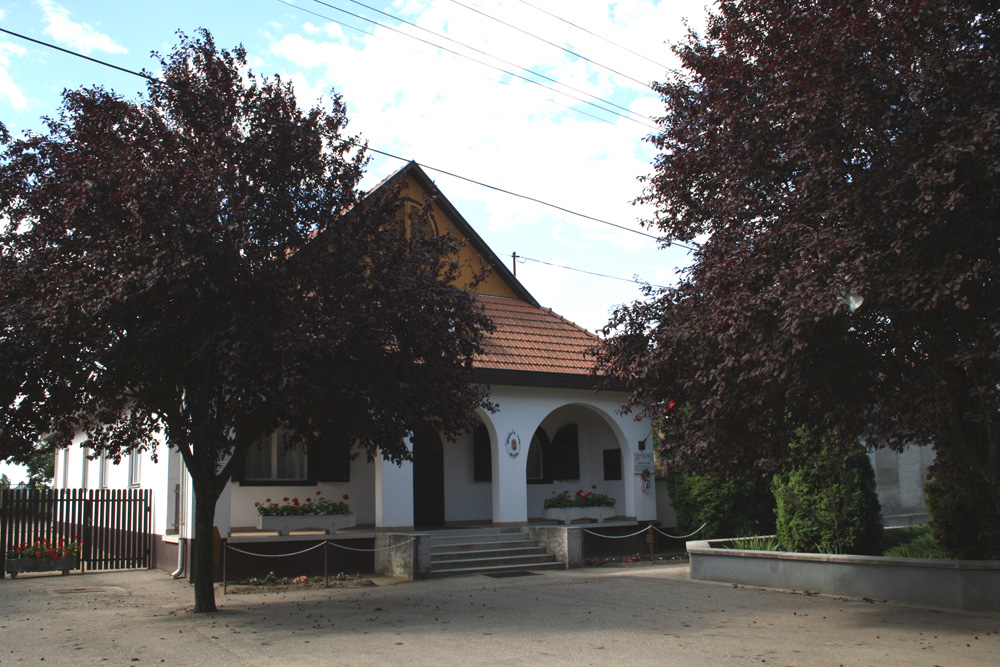
Bürgermeisteramt Ártánd
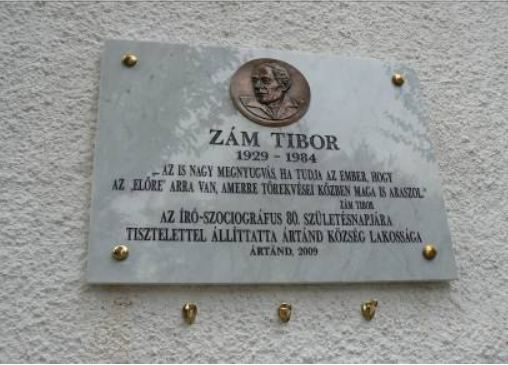
Gedenktafel für Tibor Zám (1929–1984)
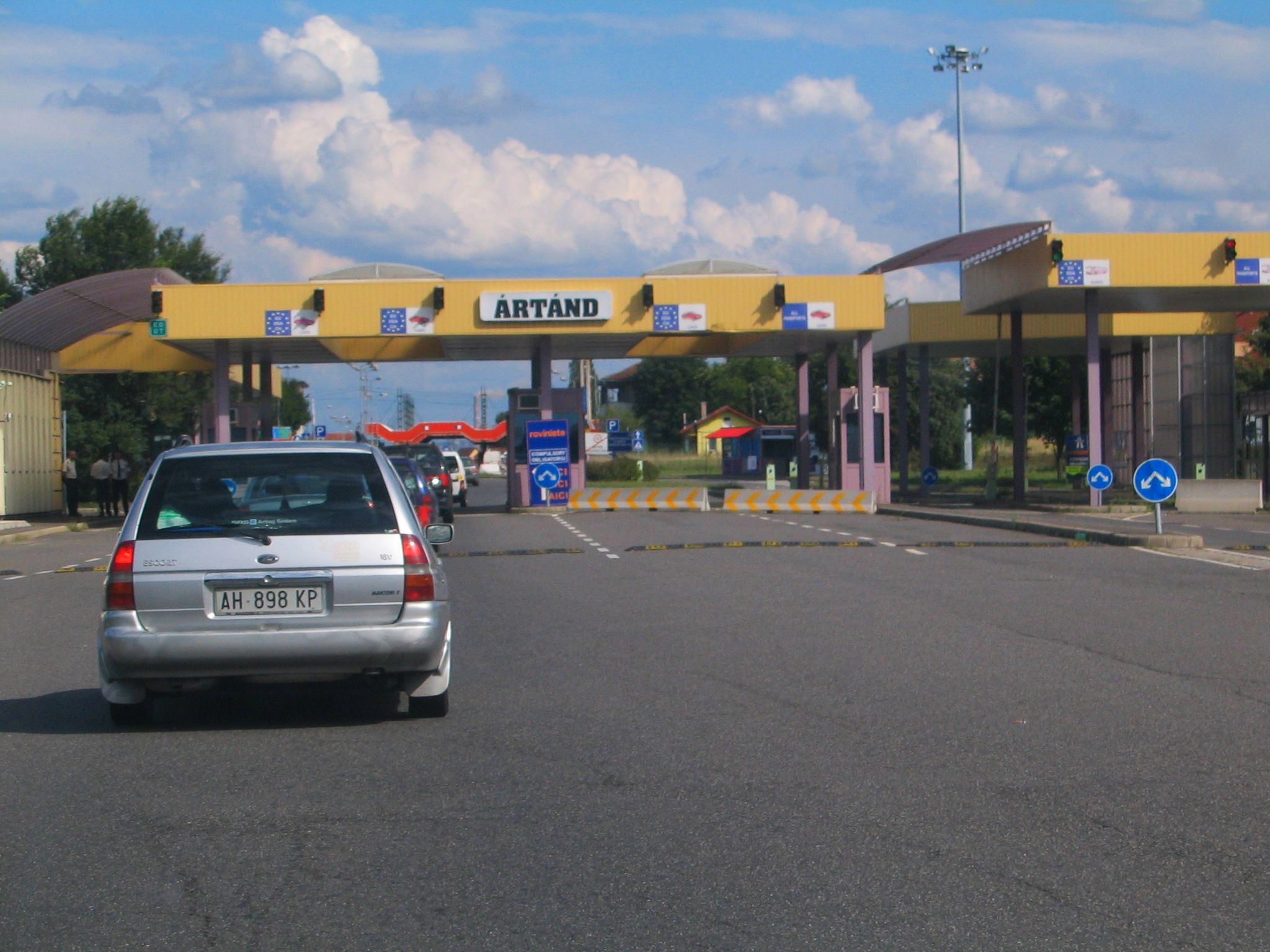
Grenzübergang Ártánd-Borș